# كريس فورسبرغ
كريس فورسبرغ (بالإنجليزية: Chris Forsberg)‏ هو سائق سباق أمريكي، ولد في 6 أبريل 1982.